# LR-137
La carretera LR-137 es una carretera de la Red Regional Básica de La Rioja, perteneciente a la Red de Carreteras de la Comunidad Autónoma de La Rioja, que discurre desde la   N-232  en Fuenmayor hasta la   N-111  en Nalda.
Tiene una longitud de 16,2 km.

## Recorrido
| Localidad           | Enlaces                                                     | Carretera que enlaza |
| ------------------- | ----------------------------------------------------------- | -------------------- |
| Fuenmayor           | Logroño - Gimileo Travesía de Fuenmayor Lapuebla de Labarca | N-232 LR-543 LR-251  |
|                     | Bilbao - Logroño - Zaragoza                                 | AP-68                |
|                     | Polígono Lentiscares                                        |                      |
|                     | Logroño - Burgos                                            | A-12                 |
| Navarrete           | Logroño - Burgos                                            | N-120                |
| Navarrete           | Travesía de Navarrete                                       | LR-544 LR-545        |
| Variante de Entrena | Medrano Entrena - Lardero                                   | LR-444 LR-254        |
| Variante de Entrena | Entrena - Lardero Sojuela                                   | LR-254 LR-445        |
| Variante de Entrena | Entrena - Lardero                                           | LR-254               |
|                     | Sorzano - Sojuela                                           | LR-341               |
|                     | Logroño - Soria Nalda                                       | N-111 LR-256         |

## Historia
Esta carretera se crea con la ley de carreteras (2/1991) del Gobierno de La Rioja, al unificarse las siguientes carreteras:
| Identificador | Itinerario                            | km  |
| ------------- | ------------------------------------- | --- |
| LO-8610       | De la N-111 a Entrena                 | 5,9 |
| LO-8620       | De Entrena a la travesía de Navarrete | 5,5 |
| LO-8640       | Travesía de Navarrete                 | 0,5 |
| LO-700        | De Navarrete a la N-232 en Fuenmayor  | 4,3 |

- Datos: Q5961719